# Alcalde Adam West
El Alcalde Adam West fue un personaje político ficticio de la serie Padre de familia y caricatura homónima del actor que le prestaba voz: Adam West. En la serie ejerce como alcalde de Quahog, Rhode Island y es conocido por su excentricidad.

## Personaje
El personaje es un hombre de tercera edad con el pelo grisáceo. El alcalde West aparece descrito como una personalidad pública (debido a su cargo como alcalde) de carácter maniático y excéntrico que padece delirios que le llevan desde malversar el dinero del contribuyente hasta poner en peligro su vida y la de los ciudadanos. Su actuación psicótica le llevó incluso a mandar al departamento de policía de Quahog a Cartagena de Indias, Colombia para rescatar a Elaine Wilder (personaje fícticio interpretado por Mary Ellen Trainor) tras ver Romancing the Stone, o malgastar el dinero público para levantar una rana de oro macizo de los Smacks de Kellogg's. Otra manía suya es la de sellar las tumbas con cemento por temor a los muertos vivientes.
Durante un breve periodo de tiempo mantuvo una relación con Meg Griffin hasta que tuvo que cortar cuando Brian planeaba acabar con su reputación. En la novena temporada contrae matrimonio con Carol Pewterschmidt, hermana de Lois, la cual se mostró escéptica al principio por los fracasos amorosos de esta.
Algunas de sus funciones a lo largo de la serie es la de aprobar o derogar leyes, como ejemplo, cuando decidió prohibir el matrimonio homosexual para distraer a la opinión pública de alguno de sus escándalos o legalizar el consumo del canabis. En Spies Reminiscent of Us se revela que también fue un agente durmiente durante la época soviética a la espera de ser activado por la KGB.

## Desarrollo

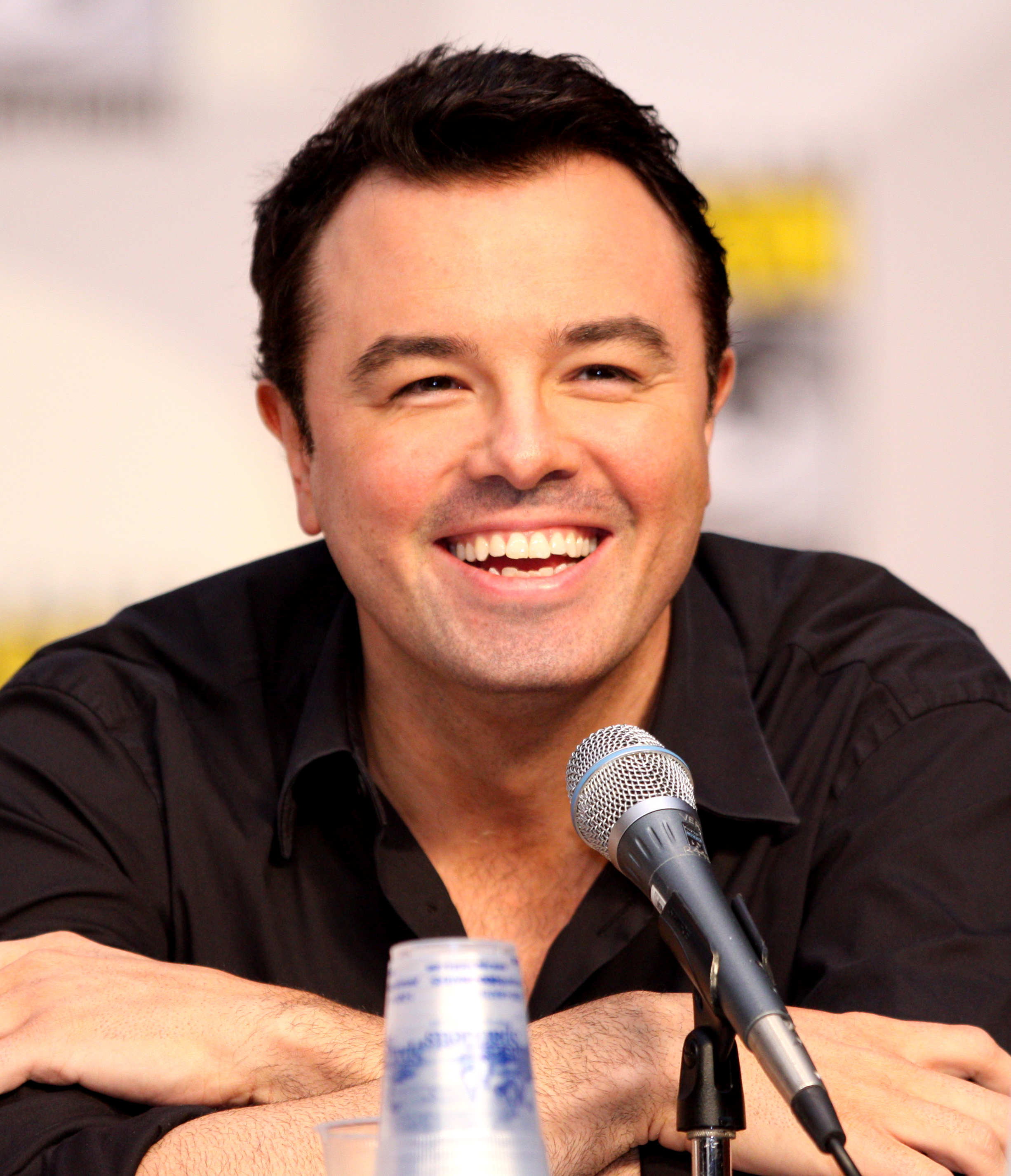
Seth MacFarlane en la imagen

El creador de Padre de familia: Seth MacFarlane estuvo tiempo atrás trabajando como guionista para la serie Johnny Bravo. El personaje de West es un cierto homenaje a la excentricidad de la persona en sí en un episodio de 1997 titulado Johnny Meets Adam West. En el episodio, las características del personaje se resumen en varias apariciones a lo largo de Padre de familia desde su primera aparición, aunque el actor homónimo era más bien formal y solía portarse como su personaje de la serie de los años 60 Batman, sin embargo, MacFarlane encontró divertida la interpretación del personaje en Johnny Bravo y decidió diseñar un personaje similar para la serie.
En una entrevista concedida a A.V. Club, MacFarlane declaró:

El Adam West que hemos creado en este "universo paralelo" será el alcalde de "esta ciudad", no obstante decidimos no hacer referencias a su personaje de Batman para mantener al superhéroe al margen. Este es su sitio. Lo hemos intentado; hacer con él algo diferente y divertido. Otras personalidades como Clint Eastwood y Martin Sheen han sido satirizados de alguna manera, como los actores que se meten en política, pero este, sabe dónde se mete y está dispuesto a hacerlo.